# Karađorđe
Đorđe Petrović OSA OSV (phát âm [dʑôːrdʑe pětroʋitɕ]; Kirin Serbia: Ђорђе Петровић; 14 tháng 11 [OS 3 tháng 11] 1762 – 25 tháng 7 [OS 14 tháng 7] 1817), được biết đến nhiều hơn với biệt danh Karađorđe (phát âm [kâradʑoːrdʑe]; Kirin Serbia: Карађорђе, n.đ. 'George Đen'), là một nhà cách mạng người Serbia, người đã lãnh đạo cuộc đấu tranh giành độc lập của đất nước mình khỏi Đế quốc Ottoman trong Cuộc nổi dậy đầu tiên của người Serbia (1804–1813).
Sinh ra trong một gia đình nghèo khó ở vùng Šumadija của Serbia thuộc Ottoman, Karađorđe nổi bật trong Chiến tranh Áo-Thổ Nhĩ Kỳ (1788–1791) với tư cách là thành viên của Quân đoàn Tự do Serbia, một lực lượng dân quân của Quân chủ Habsburg và Người Serbia ở Ottoman, được người Áo trang bị và huấn luyện. Lo sợ bị trả thù sau thất bại của quân nổi dậy Áo và Serb vào năm 1791, ông và gia đình chạy trốn đến Đại công quốc Áo, nơi họ sống cho đến năm 1794, khi lệnh ân xá chung được ban bố. Karađorđe sau đó quay trở lại Šumadija và trở thành một người buôn bán gia súc. Năm 1796, thống đốc Vidin Sanjak là Osman Pazvantoğlu, xâm lược Smederevo Sanjak, và Karađorđe đã chiến đấu bên cạnh quân Ottoman để dập tắt cuộc xâm lược.
Vào đầu năm 1804, sau vụ thảm sát các thủ lĩnh người Serb bởi lực lượng Janissary nổi loạn của Ottoman được gọi là Dahije, người Serb ở Smederevo đã nổi dậy. Karađorđe được nhất trí bầu làm lãnh đạo cuộc nổi dậy chống lại Dahije tại một cuộc họp gồm các thủ lĩnh còn sống vào tháng 2 năm 1804. Trong vòng 6 tháng, hầu hết các thủ lĩnh của Dahije đã bị lực lượng của Karađorđe bắt giữ và hành quyết, và đến năm 1805, tàn tích cuối cùng của cuộc kháng chiến của Dahije đã bị tiêu diệt. Karađorđe và những người theo ông yêu cầu quyền tự chủ sâu rộng, điều mà Sultan Selim III hiểu chỉ là bước đầu tiên hướng tới độc lập hoàn toàn. Selim nhanh chóng tuyên bố thánh chiến chống lại quân nổi dậy và ra lệnh cho một đội quân tiến vào Smederevo. Người Ottoman phải chịu một chuỗi thất bại trước lực lượng của Karađorđe. Đến năm 1806, quân nổi dậy đã chiếm được tất cả các thị trấn lớn ở Smederevo Sanjak, bao gồm Belgrade và Smederevo, đồng thời trục xuất cư dân Hồi giáo. Bị gánh nặng bởi những yêu cầu của Chiến tranh Nga-Thổ Nhĩ Kỳ năm 1806–1812, Selim đã trao quyền tự chủ rộng rãi cho người Serb. Tuy nhiên, Karađorđe từ chối vì Đế quốc Nga đồng ý hỗ trợ cho quân nổi dậy nếu họ tiếp tục chiến đấu.
Đấu đá nội bộ thường xuyên, cùng với cuộc xâm lược Nga của Hoàng đế Napoléon I vào năm 1812, đã làm suy yếu quân nổi dậy và người Ottoman đã có thể đảo ngược nhiều lợi ích của họ. Karađorđe buộc phải chạy trốn khỏi Serbia vào tháng 10 năm 1813 và Belgrade thất thủ vào cuối tháng đó, khiến Cuộc nổi dậy đầu tiên của người Serbia kết thúc. Ông và những người theo ông tìm nơi ẩn náu ở Đế quốc Áo nhưng bị bắt và giam giữ. Bất chấp yêu cầu dẫn độ của Ottoman, người Áo đã giao Karađorđe cho người Nga, và người Nga đã đề nghị ông ẩn náu ở Bessarabia. Tại đây, ông gia nhập hội kín Hy Lạp có tên Filiki Eteria, tổ chức này lên kế hoạch phát động một cuộc nổi dậy trên toàn Bán đảo Balkan chống lại người Ottoman. Karađorđe bí mật trở về Serbia vào tháng 7 năm 1817, nhưng bị giết ngay sau đó bởi các đặc vụ của Miloš Obrenović, một thủ lĩnh phiến quân đối thủ, người lo ngại rằng sự xuất hiện trở lại của Karađorđe sẽ khiến Đế chế Ottoman từ bỏ những nhượng bộ mà họ đã đồng ý sau Cuộc nổi dậy lần thứ hai của người Serbia năm 1815. Karađorđe được coi là người sáng lập triều đại Karađorđević, triều đại cai trị Serbia trong nhiều khoảng thời gian trong thế kỷ XIX và XX. Cái chết của ông đã dẫn đến mối thù bạo lực kéo dài hàng thập kỷ giữa con cháu của ông và con cháu của Obrenović, với việc ngai vàng của người Serbia đã bị đổi chủ nhiều lần.

## Xuất thân
Đorđe Petrović sinh ra trong một gia đình nghèo khó ở làng Viševac, vùng Šumadija của Serbia thuộc Ottoman, vào ngày 14 tháng 11 [O.S. 3 tháng 11] 1768. Ông là con cả trong số 5 người con của cha mẹ ông. Cha của ông, Petar Jovanović, khi còn trẻ là một tên cướp (hay hajduk - những tên cướp chuyên ăn trộm của khách du lịch), nhưng sau đó đã trở thành một nông dân. Mẹ của ông là Marica (nhũ danh Živković), là một người nội trợ. Họ của Petrović được bắt nguồn từ tên riêng của cha ông, phù hợp với quy ước đặt tên đương thời của người Serbia. Giống như hầu hết những người cùng thời, Petrović không biết chữ. Gia đình nông cử hành ngày lễ Thánh Clement. Họ được cho là hậu duệ của bộ tộc Vasojevići ở thung lũng sông Lim của Montenegro ngày nay. Tổ tiên của ông được cho là đã di cư từ Montenegro đến Šumadija vào cuối những năm 1730 hoặc đầu những năm 1740. Tuổi thơ của Petrović thật vất vả và khó khăn. Cha mẹ ông buộc phải di chuyển thường xuyên để tìm kế sinh nhai. Cha của ông làm công nhật và người hầu cho một Sipahi (tiếng Serbia: spahija), một kỵ binh Ottoman. Bản thân Petrović đã trải qua thời niên thiếu của mình với công việc chăn cừu. Năm 1785, ông kết hôn với Jelena Jovanović, có gia đình đến từ làng Masloševo. Cặp đôi có 7 người con, 6 người trong số đó đã sống đến tuổi trưởng thành.
Petrović làm việc cho một số địa chủ trên khắp Šumadija cho đến năm 1787, khi ông và gia đình rời vùng này và định cư ở lãnh thổ của Quân chủ Habsburg, vì lo sợ bị đàn áp dưới bàn tay của những người lính Ottoman. Người ta nói rằng khi họ chuẩn bị vượt sông Danube để đến Áo, cha của Petrović bắt đầu có suy nghĩ thứ hai về việc rời Šumadija. Biết rằng cả gia đình sẽ gặp nguy hiểm nếu cha anh ở lại, Petrović đã giết cha mình hoặc sắp xếp cho ai đó giết ông.

## Sự nghiệp quân sự ban đầu

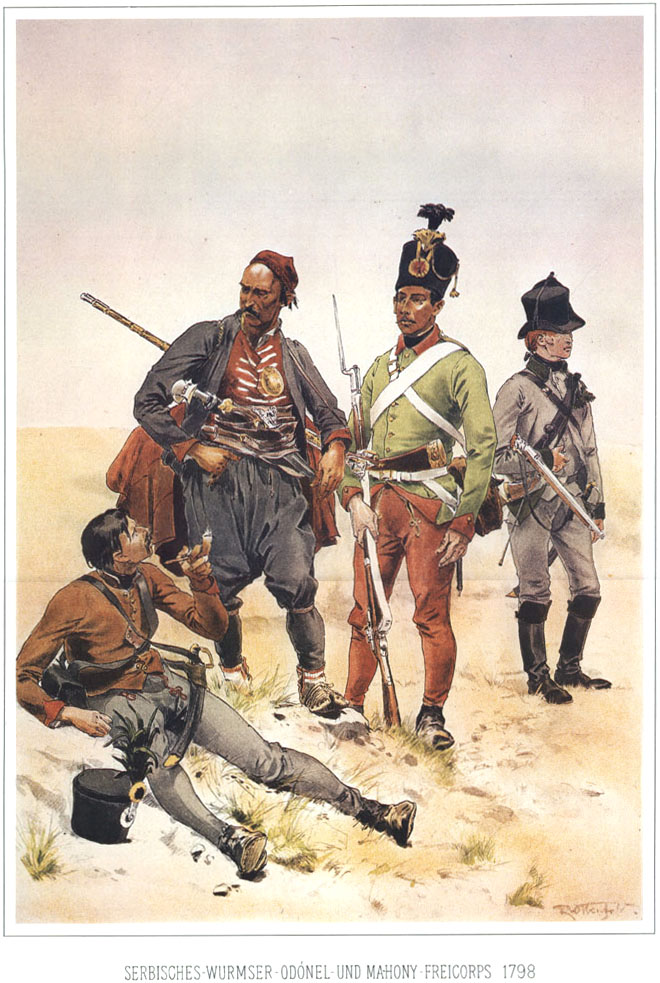
Các thành viên của Quân đoàn Tự do Serbia, 1798

Sau khi bùng nổ Chiến tranh Áo-Thổ (1788–1791), Petrović gia nhập Quân đoàn Tự do Serbia (tiếng Đức: Serbische Freikorps), và sát cánh cùng quân Áo chống lại quân Ottoman ở miền Tây Serbia. Quân đoàn Tự do là một lực lượng dân quân tình nguyện bao gồm cả người Serbia ở Ottoman và lãnh thổ của Habsburg được người Áo trang bị và huấn luyện. Nó được chỉ huy bởi một sĩ quan người Serb ở Habsburg, Thiếu tá Mihailo Mihaljević. Việc Petrović tham gia cuộc chiến đã mang lại cho ông kinh nghiệm quân sự vô giá cũng như hiểu biết sâu sắc về kỹ thuật quân sự của người Áo. Ông nổi bật trong chiến đấu và được tặng thưởng vì lòng dũng cảm, đạt cấp bậc trung sĩ (tiếng Đức: Wachtmeister). Với tư cách này, ông được giao quyền chỉ huy một đội gồm 25 người.
Quân nổi dậy Serbia đã thành công trong một thời gian ngắn trong việc giải phóng một dải đất ở phía Đông và phía Nam Beograd, nơi mà trong lịch sử Serbia gọi là Biên giới của Koča (tiếng Serbia: Kočina Krajina), theo tên một trong những thủ lĩnh nổi dậy cấp cao, Koča Anđelković. Năm 1791, người Áo và người Ottoman ký Hiệp ước Sistova. Người Áo đồng ý trả lại toàn bộ lãnh thổ mà họ và quân nổi dậy Serb đã chiếm được ở phía Nam sông Danube để đổi lấy những nhượng bộ lãnh thổ nhỏ ở miền Bắc Bosnia, Áo đã từ bỏ đồng minh người Serb và để họ tự mình chống lại quân Ottoman. Quân nổi dậy bị nghiền nát vào năm 1792 và hầu hết các thủ lĩnh của họ bị bắt và xử tử. Không muốn đầu hàng, Petrović trở thành hajduk và chiến đấu với quân Ottoman trong một thời gian ngắn với tư cách là một kẻ sống ngoài vòng pháp luật. Ông và gia đình một lần nữa tìm nơi ẩn náu trong lãnh thổ của Quân chủ Habsburg, lần này tìm nơi trú ẩn trong Tu viện Krušedol, dưới chân Fruška Gora, nơi Petrović làm lâm nghiệp.
Năm 1793, Hadji Mustafa Pasha được bổ nhiệm làm thống đốc Pashalik Beograd. Ông tuyên bố một lệnh ân xá chung cho những người nổi dậy trước đây và tuyên bố rằng người Hồi giáo sẽ không còn đóng vai trò là người thu thuế ở những khu vực mà người theo đạo Cơ đốc chiếm đa số. Những thay đổi này là một phần trong kế hoạch do Sultan Selim III nghĩ ra nhằm cải thiện mối quan hệ với người dân theo đạo Thiên chúa ở Pashalik. Cảm thấy nơi đây đã an toàn, Petrović trở lại Šumadija vào năm 1794 cùng với gia đình. Ông định cư ở Topola, nơi ông trở thành người buôn bán gia súc và giao thương với người Áo. Các giao dịch kinh doanh của ông đã giúp ông thiết lập được mối quan hệ với nhiều người Serb ở Habsburg. Năm 1796, Osman Pazvantoğlu, thống đốc nổi loạn của Sanjak Vidin, người đã bác bỏ quyền lực của chính quyền trung ương Ottoman, đã phát động một cuộc xâm lược Pashalik Beograd. Quá choáng ngợp, Mustafa Pasha đã thành lập lực lượng dân quân quốc gia Serbia để giúp ngăn chặn cuộc tấn công. Petrović tham gia lực lượng dân quân và trở thành boluk-bashi (tiếng Serbia: Buljukbaša), lãnh đạo một đại đội gồm 100 người.
Để đáp lại sự phục vụ của họ, người Serb ở Pashalik đã được cấp một số đặc quyền. Họ được phép mang vũ khí và thành lập các đơn vị quân đội tự trị. Sau khi lực lượng dân quân Serb tham gia cuộc chiến cùng phe với Mustafa Pasha, Pazvantoğlu đã phải chịu một chuỗi thất bại. Ông rút lui về Vidin và sau đó bị bao vây. Cuộc chiến chống lại Pazvantoğlu đánh dấu lần đầu tiên Petrović nổi bật trong mắt người Ottoman, những người đã phong cho ông danh hiệu "George đen" (tiếng Serbia: Karađorđe; tiếng Thổ Nhĩ Kỳ: Kara Yorgi), một phần vì mái tóc đen của ông và một phần vì danh tiếng nham hiểm. Việc Karađorđe phục vụ trong lực lượng dân quân Serbia giúp ông trở nên quen thuộc với các học thuyết quân sự của Ottoman.

## Cuộc nổi dậy đầu tiên của người Serbia (1804–1813)

### Cuộc nổi dậy chống lại Dahis

Hình minh họa thế kỷ 19 về Hội đồng Orašac với Karađorđe ở trung tâm

Năm 1798, Tướng Napoléon Bonaparte xâm lược Ai Cập thuộc Ottoman, buộc Porte phải bố trí lại hàng nghìn quân chính quy từ vùng Balkan để chống lại quân Pháp. Những người gác cổng ở Pashalik Belgrade, được gọi là Dahis (tiếng Serbia: Dahije), người đã bị trục xuất khỏi vùng theo lệnh của Selim gần một thập kỷ trước đó, đã được ân xá và được phép quay trở lại Belgrade với điều kiện họ phải tuân theo Mustafa Pasha. Mối quan hệ détente giữa thống đốc già và Dahis không kéo dài lâu. Năm 1801, Mustafa Pasha bị sát thủ Dahi giết chết.
Khoảng trống quyền lực do vụ sát hại Mustafa Pasha gây ra đã dẫn đến một thời kỳ đấu đá nội bộ giữa người Dahis kéo dài cho đến năm 1802. Vào thời điểm này, bốn chỉ huy cấp cao của Dahi đã chiến thắng và đồng ý chia sẻ quyền lực trong Pashalik. Người Serb bị tước bỏ những đặc quyền mà họ đã được ban dưới thời Mustafa Pasha. Các băng nhóm Dahi lang thang khắp vùng nông thôn, giết hại nông dân, cướp bóc tài sản và đốt nhà. Hàng nghìn dân làng phải di dời và buộc phải chạy trốn vào vùng núi, nơi trong vài năm tiếp theo, những người đàn ông khỏe mạnh đã thành lập các nhóm du du kích đặc biệt.
Vào giữa tháng 7 năm 1803, Karađorđe nhận được vũ khí và đạn dược từ các thương gia người Serb ở Habsburg từ Zemun. Cuối tháng đó, ông cử người đưa tin qua Šumadija kêu gọi một cuộc họp giữa những người người Serbia có sức ảnh hưởng để vạch ra chiến lược chống lại Dahis. Vũ khí từ Đế quốc Áo tràn vào Pashalik, kết hợp với việc họ không có khả năng đè bẹp quân du kích ở vùng nông thôn, khiến giới lãnh đạo Dahi ngày càng bất an. Vào tháng 1 và tháng 2 năm 1804, Dahis phát động một cuộc tấn công phủ đầu chống lại các thủ lĩnh người Serbia của Pashalik (được gọi là knezovi, hay "hoàng tử"), giết chết từ 70 đến 150 người trong số họ. Các vụ giết người đã gây phẫn nộ cho người Rayah Serbia, tầng lớp nộp thuế thấp hơn ở Pashalik. Vào thời điểm này, Karađorđe đã là một nhân vật nổi tiếng và được kính trọng ở Šumadija.  Ông suýt bị giết trong vụ thảm sát kéo dài hai tháng, được gọi là Thảm sát của Knezes (tiếng Serbia: Seča knezova). Sau khi giết chết các thủ lĩnh, nhóm Dahis đóng những cái đầu bị cắt rời của họ vào những cọc gỗ và trưng bày trước công chúng.
Vào Lễ nến, ngày 14 tháng 2 [O.S. 2 tháng 2] 1804, các thủ lĩnh còn sống tập hợp tại làng Orašac, gần Aranđelovac, để quyết định đường lối hành động. Họ đồng ý phát động một cuộc nổi dậy chống lại người Dahis và Karađorđe được bầu làm người lãnh đạo cuộc nổi dậy mà không có phe đối lập nào. Người ta kể rằng ông đã hai lần từ chối lãnh đạo cuộc nổi dậy, cho rằng tính khí hung bạo sẽ khiến ông không phù hợp với vai trò này. Sự từ chối ban đầu của Karađorđe chỉ củng cố thêm niềm tin của các thủ lĩnh rằng ông là ứng cử viên phù hợp duy nhất, và cuối cùng, ông đồng ý lãnh đạo quân nổi dậy. Sự kiện này đánh dấu sự khởi đầu của Cuộc nổi lần thứ nhất của người Serbia, giai đoạn mở đầu của cái mà sau này được gọi là Cách mạng Serbia.
Khi cuộc nổi dậy bắt đầu, Pashalik Belgrade có dân số khoảng 400.000 người, 10% trong số đó là người Hồi giáo. Dân số Serb của nó là khoảng 250.000 người. Lúc đầu, quân nổi dậy có khoảng 30.000 người. Trong giai đoạn đầu này, họ có sự tham gia của một lượng đáng kể người Hồi giáo ở Pashalik, những người mà quân nổi dậy mệnh danh là "Những người Thổ tốt lành." Karađorđe và những người theo ông đã kêu gọi Sultan Selim III giúp đỡ chống lại Dahis, những người đã thách thức chính quyền trung ương Ottoman. Áo gửi vũ khí và vật tư cho quân nổi dậy, trong khi Nga thay mặt họ vận động hành lang, khuyến khích Ottoman trao thêm quyền tự trị cho người Serbia sau khi Dahis bị loại bỏ. Vào tháng 5, Selim ra lệnh cho đội quân Ottoman 7.000 người dưới sự chỉ huy của Bekir Pasha, thống đốc Bosnia Vilayet, tiến vào Pashalik. Người Serb chào đón Bekir Pasha và người của ông ta như những người giải phóng, và người Dahis nhanh chóng bị đánh bại nhờ nỗ lực chung của quân đội Bekir Pasha và quân nổi dậy. Đến cuối tháng 8, những thủ lĩnh nổi bật nhất của Dahi đã bị người của Karađorđe bắt, chặt đầu và gửi đầu của họ đến cho Sultan làm quà.
Người Dahis kháng cự thêm một năm nữa trước khi bị đánh bại hoàn toàn. Karađorđe và những người theo ông sau đó yêu cầu Serbia được trao quy chế tự trị tương tự như quy chế mà nước láng giềng Wallachia được hưởng. Selim nghi ngờ rằng yêu cầu tự chủ của Karađorđe chỉ là bước đầu tiên hướng tới độc lập hoàn toàn cho Serbia. Ông đáp lại bằng cách tuyên bố thánh chiến chống lại quân nổi dậy. Hafiz Pasha, thống đốc Ottoman của Niš, sau đó được lệnh tiến quân vào Šumadija và tiêu diệt quân đội của Karađorđe.

## Trích dẫn
1. 1 2  Johnson 2014, tr. 158.
2. ↑  Stojančević 1982, tr. 23; Mackenzie 1996a, tr. 211; Jelavich & Jelavich 2000, tr. 29.
3. 1 2  Mackenzie 1996b, tr. 137.
4. 1 2  Petrovich 1976, tr. 30.
5. 1 2  Berend 2003, tr. 123.
6. ↑  Anscombe 2014, tr. 163.
7. ↑  Petrovich 1976, tr. 63.
8. ↑  Stojančević 1982, tr. 23; Banac 1984, tr. 45; Roberts 2007, tr. 118; Morrison 2008, tr. 21.
9. 1 2 3  Stojančević 1982, tr. 23.
10. 1 2 3 4 5 6 7  Jelavich & Jelavich 2000, tr. 29.
11. ↑  Roberts 2007, tr. 486.
12. 1 2  Petrovich 1976, tr. 49.
13. ↑  Broers 2010, tr. 177–178.
14. 1 2  Wilson 1970, tr. 38.
15. ↑  Judah 2000, tr. 50.
16. ↑  Singleton 1985, tr. 76.
17. ↑  Palmer 1970, tr. 32.
18. ↑  Skrivanić 1982, tr. 311.
19. 1 2  Skrivanić 1982, tr. 310.
20. 1 2 3  Singleton 1985, tr. 77.
21. 1 2 3 4  Singleton 1985, tr. 78.
22. 1 2  Rehm 1992, tr. 392.
23. 1 2 3  Jelavich & Jelavich 2000, tr. 27–28.
24. 1 2  Fotić 2009, tr. 308.
25. 1 2  Pavlowitch 2002, tr. 29.
26. 1 2 3  Jelavich & Jelavich 2000, tr. 30.
27. ↑  Petrovich 1976, tr. 26.
28. ↑  Jelavich & Jelavich 2000, tr. 31.
29. ↑  Judah 2000, tr. 87.
30. ↑  Jelavich & Jelavich 2000, tr. 29; Berend 2003, tr. 123.
31. 1 2  Judah 2000, tr. 51.
32. ↑  Glenny 2012, tr. 11.
33. ↑  Judah 2000, tr. 52; Pavlowitch 2002, tr. 28; Sperber 2017, tr. 168.
34. ↑  Singleton 1985, tr. 79.